# Maria Ewing
Maria Louise Ewing (Detroit, Michigan, 27. ožujka 1950.) američka operna pjevačica koja je pjevala sopranske i mezzosopranske uloge. Bila je poznata i po svojoj glumi na opernoj sceni. 

## Životopis
Rođena u Detroitu, u Michiganu, kao najmlađa od četiri kćerke. Njena majka, Hermina M, bila je Nizozemka a otac, Norman I. Ewing, bio je kombinacija Siuskih Indijanaca, Škota i Afroamerikanca. Studirala je u Clevelandu, u Ohiou i New York Cityju. 
Svoj prvi nastup u Metropolitanskoj Operi 1976. imala je kao Cherubino u Mozartovu Figarovu piru. Njena prva europska uloga bila je u milanskoj Scali, kao Mélisande u Debussyjevoj operi Pelléas et Mélisande. U njenu su repertoaru bile i uloge Carmen, Dorabelle u Mozartovoj Così fan tutte, Salome u istoimenoj operi Richarda Straussa, Marie u Bergovu Wozzecku i Ekaterine Izmajlove u Šostakovičevoj Ledi Makbet Mcenskog okruga.
Ewing je bila poznata po svojim senzualnim izvedbama Salome u istoimenoj operi Richarda Straussa po drami Oscara Wildea, u kojoj na kraju plesa sedam velova Salome treba gola leći na Herodova stopala. Ewing je to i učinila za razliku od ostalih pjevačica koje su redovito koristile odjeću u boji puti. 
Pjevala je naslovnu žensku ulogu i u operi Didona i Enej Henryja Purcella. Igrala je i ulogu Rosine u Rossinijevoj opere Seviljski brijač na Festivalu u Glyndebourneu 1982.
Njezina diskografija uključuje i video snimke opera Salome i Carmen, te auditivne snimke Ledi Makbet Mcenskog okruga i Pelléas et Mélisande. Snimala je studijsku glazbu Ravela, Berlioza i Debussyja kao i popularne američke pjesme. 
Pjevala je uživo jazz po jazz klubovima. U siječnju i veljači 2011. nastupila je u Poulencovoj operi La voix humaine s Nizozemskom nacionalnom operom.
Udala se 1982. za engleskoga kazališnog direktora Petera Halla. Razveli su se 1990. Iz tog braka imaju jedno dijete, glumicu Rebeccu Hall.
Maria Ewing danas živi nedaleko mjesta gdje je rođena.